# أودواكر
أودواكر (بالإيطالية: Odoacre), (باللاتينية: Odoacerus)، (بالألمانية: Odoaker) هو ملك جرماني هيرولي وأول ملوك البرابرة في إيطاليا عاش بين عامي (433 – 493)
ابن إديكو الأمير السكيري في بلاط أتيلا الهوني، وأطاح بالإمبراطور رومولوس أوغستولوس رأس الإمبراطورية الرومانية الغربية في عام 476. عينته قواته rex gentium.
كان أودواكر محارباً همجياً من أصل ألماني قاد الثورة التي أسفرت عن طرد رومولوس أوغسطس آخر أباطرة الرومان الغربيين سنة 476 م، واصبح بعد ذلك حاكماً على بقية أجزاء الإمبراطورية، ويبدو أنه أحسن الحكم، وفي هذه الأثناء قلق زينون (إمبراطور) الإمبراطور الروماني الشرقي من انتصارات أودواكر، فشجع ثيودوريك العظيم زعيم القوط الشرقيون على اجتياح إيطاليا سنة 489 م، وحوصر أودواكر في رافينا حوالي ثلاث سنوات ثم اضطر إلى الاستسلام بسبب أزمة الطعام ، وقد صرع بعد .